# Astragalus chilienshanensis
Astragalus chilienshanensis es una especie de planta del género Astragalus, de la familia de las leguminosas, orden Fabales.
Fue descrita científicamente por Y. C. Ho.